# Grace (album Mandy Capristo)
Grace – pierwszy solowy album niemieckiej wokalistki Mandy Capristo, wydany 27 kwietnia 2012. Pierwszym singlem promujący album jest "The Way I Like It", którego premiera w Niemczech miała miejsce 13 kwietnia 2012. Drugim singlem z tego albumu jest "Closer", premiera 31 sierpnia 2012 w Niemczech. Premiera clipu do tego singla miała miejsce 2 sierpnia 2012.

## Lista utworów
1. "Allow Me"
2. "The Way I Like It"
3. "Overrated"
4. "Side Effects"
5. "Sing"
6. "Hurricane"
7. "Closer"
8. "It Don't Matter"
9. "Risque"
10. "Intense"
11. "Otherside"
12. "Grace" – bonus track
13. "Pulse" – iTunes bonus track